# Große Streifengesichtfledermaus
Die Große Streifengesichtfledermaus (Vampyrodes caraccioli) ist die einzige Art der Gattung Vampyrodes in der Unterfamilie der Fruchtvampire. Sie kommt in Mittel- und Südamerika vor.

## Merkmale
Die Art ist mit einer Kopf-Rumpf-Länge von 65 bis 77 mm, einer Unterarmlänge von 45 bis 57 mm sowie mit einem Gewicht von 30 bis 40 g ein mittelgroßer Vertreter der Fruchtvampire. Ein Schwanz fehlt. Das Fell hat oberseits eine graubraune bis zimtbraune Farbe, während die Unterseite stets graubraun ist. Kennzeichnend sind vier weiße Streifen im Gesicht von den Mundwinkeln bis zu den unteren Ansätzen der Ohren, bzw. von den Nasenlöchern bis zu den oberen Ansätzen der Ohren. Weiterhin gibt es einen weißen Aalstrich auf dem vorderen Teil des Rückens. Im Gegensatz zu den Streifen-Fruchtvampiren (Platyrrhinus) sind nur zwei molare Zähne vorhanden. Die Art besitzt wie die anderen Fruchtvampire ein spitz zulaufendes Nasenblatt.

## Verbreitung
Das Verbreitungsgebiet der Großen Streifengesichtfledermaus reicht vom Süden Mexikos über Mittelamerika und das nördliche Südamerika bis nach Peru, Bolivien und in das brasilianische Amazonasgebiet. Die Art kommt auch auf Trinidad und Tobago vor. Sie hält sich vorwiegend im Flachland auf und erreicht in Gebirgen selten mehr als 1000 Meter Höhe. Als Lebensraum dienen tropische immergrüne Wälder sowie benachbarte Plantagen und Gärten.

## Lebensweise
Diese Fledermäuse leben in kleinen Haremsgruppen mit einem Männchen, zwei bis drei Weibchen und deren Nachwuchs. Gelegentlich erhalten Männchen nur zu den Paarungszeiten Kontakt zur Gruppe. Dasselbe gilt für Männchen die noch nicht geschlechtsreif sind. Diese können sich in Junggesellengruppen zusammenfinden. Laut den wenigen vorhandenen Studien kommen bei Weibchen zwei Würfe pro Jahr vor mit jeweils einem Jungtier. Kurz darauf paart sich das Weibchen erneut.
Die Gruppen ruhen am Tage an stark belaubten Ästen oder Zweigen von Bäumen und Büschen sowie unter Palmenblättern. Sie werden etwa 45 Minuten nach Sonnenuntergang aktiv und fliegen meist 850 Meter. bevor sie mit der Nahrungssuche beginnen. Während des Fluges hält die Große Streifengesichtfledermaus meist 3 Meter Abstand zum Boden. Sie ernährt sich vorzugsweise von Feigen, die mit anderen Früchten, Nektar und Pollen komplettiert werden.

## Status
Die Art wird aufgrund ihres weiten Verbreitungsgebiets als nicht gefährdet (Least Concern) gelistet. Waldrodungen können örtlich begrenzt zur Abnahme des Bestandes führen.